# Баязит Бікбай
Баязит Бікбай (башк. Баязит Бикбай; повне ім'я — Баязит Гаязович Бікбаєв, башк. Баязит Ғаяз улы Бикбаев; нар. 9 січня (10 січня — на могильній плиті) 1909 року — пом. 2 вересня 1968 року) — башкирський поет, прозаїк і драматург, лібретист. Заслужений діяч мистецтв Башкирської АРСР.

## Біографія
У 1929 році Баязит Бікбай закінчив педагогічний технікум. Після цього працював відповідальним секретарем туймазинської районної газети «Шлях Леніна», завідувачем відділу газети «Башкортостан», у книжковому видавництві, відповідальним секретарем журналу «Жовтень», завідувачем літературною частиною Башкирського театру драми, в Спілці письменників Башкирії.
Баязит Бікбай — поет, драматург, прозаїк і публіцист. У 1932 році вийшов його перший збірник віршів «Поточні дні». Потім з'явилися книжки «За лісом», «Світла земля».
У роки німецько-радянської війни за станом здоров'я не міг бути на фронті. Але військова тема прозвучала у нього в збірках віршів «Я славлю землю», «Вогненні рядки». У ці роки він також створив драми «Батьківщина кличе» («Ватан саҡыра», 1943), «Діти однієї родини» («Бер туғандар», 1944).
З 1937 року успішно працює і в драматургії, виступивши вперше з драмою «Карлугас». Його перу належать п'єси «Батьківщина кличе», «Діти однієї сім'ї», багато одноактних п'єс. Особливе місце в його творчості займає лібрето для музичного театру.
Баязит Бікбай є автором близько сорока книг, віршів та поем, нарисів і оповідань, лібрето і п'єс, повістей і роману «Коли розливається Акселян». Перекладав класичні твори російської літератури таких авторів як Олексій Толстой, Іван Тургенєв і Максим Горький.
За заслуги у розвитку башкирської літератури і мистецтва Баязит Бікбай був нагороджений орденами Трудового Червоного Прапора і «Знак Пошани». У 1970 році йому посмертно присуджена премія імені Салават Юлаєв.
Помер Баязит Бікбай 2 вересня 1968 року. Похований на мусульманському кладовищі в Уфі.

## Пам'ять
Відзначаючи заслуги башкирського поета, драматурга, прозаїка і публіциста Баязита Бікбая, виконком міськради Уфи своїм рішенням від 1 березня 1984 року назвав його ім'ям нову вулицю в Жовтневому районі Уфи, в Сіпайлово.
На будинку № 47 по вулиці Леніна в Уфі встановлена меморіальна дошка башкирською та російською мовами з написом: «У цьому будинку в 1959—1968 рр. жив видатний письменник, лауреат премії Башкирської АРСР імені Салавата Юлаєва, заслужений діяч мистецтв республіки Баязит Бікбай».

## Нагороди та премії
- орден Трудового Червоного Прапора (8 червня 1955)
- орден «Знак Пошани» (31 січня 1939)
- заслужений діяч мистецтв Башкирської АРСР (1957);
- премія імені Салават Юлаєв (1970 рік, посмертно) — за вибрані твори, том I.